# Saiki
Saiki (Japans: 佐伯市, Saiki-shi) is een Japanse stad in de prefectuur Oita. In 2014 telde de stad 73.211 inwoners.

## Geschiedenis
Op 29 april 1941 werd Saiki benoemd tot stad (shi). In 2005 werden de gemeenten Kamae (蒲江町), Kamiura (上浦町), Tsurumi (鶴見町), Ume (宇目町), Yayoi (弥生町) en de dorpen Honjo (本匠村), Naokawa (直川村) en Yonozu (米水津村) toegevoegd aan de stad.

## Partnersteden
- Honolulu, Verenigde Staten sinds 2003
- Gladstone, Australië sinds 1996
- Handan, China sinds 1994

Steden:
Beppu · Bungo-Ōno · Bungotakada · Hita · Kitsuki · Kunisaki · Nakatsu · Ōita (hoofdstad) · Saiki · Taketa · Tsukumi · Usa · Usuki · Yufu

Districten:
Hayami · Higashikunisaki · Kusu
Gemeenten per district